# Difusão tecnológica
Difusão Tecnológica compreende a disseminação e posterior adoção de novas tecnologias e técnicas. Atividades de difusão tecnológica são definidas como os esforços de modernização de processos através do uso de serviços e conhecimentos externos à empresa, difundidos no mercado.
As teorias sobre difusão procuram identificar regularidades empíricas que permitam descrever e, eventualmente, antecipar o ritmo de adoção de inovação.
Pode-se analisar o processo de difusão tecnológica em quatro dimensões: 1 - Trajetória tecnológica; 2- Fatores positivos e negativos, 3- Impactos sociais e economicos; 4- Velocidade da difusão.
Em países em desenvolvimento, como o Brasil, o comportamento inovador da indústria é dominado predominantemente pelos processos de difusão tecnológica. Segundo o IBGE, na última década, 89% das inovações de processo das indústrias brasileiras são decorrentes de atividades de difusão tecnológica.
O historiador Nathan Rosenberg, em seu livro Por Dentro da Caixa Preta, argumenta que o processo de inovação é crítico porque os efeito de aumento de produtividade dependem da utilização das novas tecnologias nos lugares apropriados e também que existem fatores institucionais que influenciam no processo de difusão, tais como diminuição de custos de transação na melhoria do ambiente para a inovação. Ele diz que a difusão de uma nova tecnologia depende dos melhoramentos e adaptações graduais para se adequar à mercados e da disponibilidade e introdução de novos insumos.
Edwin Mansfield, professor de economia na Universidade de Pensylvania, argumenta através de um estudo que existe variabilidade na velocidade em que são adotadas técnicas particulares em função de lucratividade versus tamanho de investimento necessária para a adoção.
Difusão tecnologica é difícil de quantificar porque humanos e redes humanas são complexas. É extremamente difícil, se não impossível, medir o que exatamente causa a adoção de uma inovação. Isso é importante particularmente na área de Saúde. Aqueles que encorajam novos comportamentos na saúde ou tecnologias médicas precisam estar cientes das várias forças atuando num indivíduo e sua decisão em adotá-las. Teorias de difusão jamais poderão contar com todas as variáveis, e portanto podem errar preditores cruciais. Essa variedade de variáveis também levam a resultados inconsistentes em pesquisas, reduzindo valor heuristico.